# Izvor, Nordmakedonien
Izvor (makedonska: Извор) är en ort i Nordmakedonien. Den ligger i den centrala delen av landet, 50 kilometer söder om huvudstaden Skopje. Izvor ligger 282 meter över havet och antalet invånare är 696.